# ديفيد إف. هولاند
ديفيد إف. هولاند (بالإنجليزية: David F. Holland)‏ هو مؤرخ أمريكي، ولد في 1973.